# Hans Goguel
Hans Karl Theodor Goguel [go‘gɛl] (* 7. Juli 1904 in Straßburg, Reichsland Elsaß-Lothringen; † 27. Januar 1987 in Karlsruhe) war ein deutscher Schauspieler, Hörspielsprecher und Hörspielregisseur.

## Leben und Wirken
Hans Goguel wuchs als ältester Sohn des Musikers Oskar Goguel (1865–1935) in Straßburg auf. Die Mutter Selma Eléonore Stahl entstammte dem protestantischen Großbürgertum und war zunächst Hausfrau. Der Vater hatte sich aus kleinen Verhältnissen zum Musiklehrer und Inhaber eines Konservatoriums hochgearbeitet. Die Eltern trennten sich um 1913, als Goguel neun Jahre alt war. Es war eine recht wohlhabende bürgerliche Familie. Hans Goguel ging auf ein Internat in der Nähe von Frankfurt am Main zur Schule.
1927 machte er eine Ausbildung am Düsseldorfer Schauspielhaus. Zur Spielzeit 1928/29 wechselte er zusammen mit seinen Schauspielkollegen Dora Diamant, Mia Engels und Eduard Marks ans Rheinische Städtebundtheater (ab 1937: Rheinisches Landestheater) in Neuss – dort war Fritz Kranz gerade Intendant geworden. 1945 ließ er sich in Karlsruhe nieder, wirkte beim Schauspiel-Ensemble Bert Metzger (u. a. 1945 in Ingeborg von Curt Goetz), am Badischen Staatstheater Karlsruhe und am Kleinen Theater Baden-Baden (u. a. 1946 in Die erste Legion von Emmet Lavery – „Sehr schön voll innerer Wärme Hans Goguel“ schrieb der Kritiker), am Kammertheater Karlsruhe – u. a. 1968 in der Uraufführung von Die Dame von Zimmer 59 und 1973 in der deutschsprachigen Erstaufführung von Arthur (Originaltitel: A Game Called Arthur) von David Snodin unter der Regie von Werner Gaefke. Außerdem wirkte er im Januar 1974 an der „kleinen komödie“ in Zürich unter der Regie von Peter Oehme als César in Zum goldenen Anker (Originaltitel: Marius) von Marcel Pagnol.
Als Rezitator war Hans Goguel regelmäßig tätig. Z. B. brachte er am 2. und 3. März 1946 zusammen mit Hans-Günther Mackeldey Besinnliches und Heiteres von Morgenstern, Endrikat und Ringelnatz zu Gehör. Am 15. Januar 1949 wirkte er als Rezitator bei einer musikalisch-literarischen Feierstunde Lob der Heimat im Bonifatiushaus (Schillerstraße) mit Farbfotos von Eduard von Pagenhardt – zusammen mit Alfred Heuer (Cello), Rolf Knieper (Klavier).
Auch im Fernsehen spielte er zwischen 1958 und 1982 etliche Rollen, z. B. war er 1962 in einer Folge der Serie Alle meine Tiere an der Seite von Gustav Knuth zu sehen und 1982 spielte er – mit Günter Strack in der Titelrolle – in Goethe im Examen.
Einer breiten Öffentlichkeit ist er vor allem durch seine vielfältige Rundfunktätigkeit bekannt geworden, die schon vor dem 2. Weltkrieg begann. Am 22. Juni 1935 brachte der Sender Frankfurt in seiner Jugendstunde: Aus Grauer Städte Mauern – Das Wandern im Wandel der Zeiten, von Hans Goguel und Erich Sommer. Derselbe Sender brachte am 3. Juni 1938 Szenen aus dem Alltag. Mittw.: Karl Weinlein, Werner Xandry, Hans Goguel, Robert Marencke, Eva Schaplinski, Margarete Schratt, Heinz Stöwer, Horst Becker sowie am 15. Februar 1939 Lustige Gaunerstreiche – Fröhlicher Feierabend von Adolf Arthur Kuhnert mit Margarete Schratt, L. Dern, Hans Goguel, Robert Marencke, Heinz Stöwer. Im Jahre 1940 leitete Hans Goguel sechs Features beim Sender Breslau. So hatte er am 16. April 1940 die Leitung der Sendung O, dieser Mozart inne und am 4. Juni 1940 leitete er die Sendung Der Wettlauf von Angra Pequena. Am 19. September 1940 war er in dem Rückblick 700 Jahre deutsche Apotheke – Rundfunkbericht von Hans Goguel zu hören. 40 Jahre (1946–1986) war er im Studio Karlsruhe des Südwestfunks aktiv. Hier – und auch viel beim Saarländischen und Süddeutschen Rundfunk – wirkte er als Sprecher von über 300 Hörspielen – seine sonore Stimme eignete sich dafür besonders. Außerdem führte er bei 19 Hörspielen und zahlreichen anderen Sendungen Regie, war u. a. Sprecher und Spielleiter der Karlsruher Heimatsendungen. Des Weiteren hat er viele kommerzielle Hörspiele auf LP/CD eingesprochen (mehrere nach Romanen von Karl May).

### Privates
Hans Goguel blieb unverheiratet und hinterließ keine Kinder. Er wohnte ab 1945 in Karlsruhe in der Veilchenstraße 9, ab 1960 in der Hirschstraße 47–49 (schräg gegenüber dem Funkhaus, Kriegsstraße 166). Sein Bruder war der Widerstandskämpfer Rudi Goguel. Die beiden Brüder entstammen der Familie Goguel, deren Wurzeln sich bis 1440 zurückverfolgen lassen. Seine Urahnen lebten in dem Dorf Allondans bei Montbéliard, das 1400 bis 1780 unter dem Namen Mömpelgard zur Grafschaft (ab 1495 Herzogtum) Württemberg gehörte. Diese Linie der Goguels legte großen Wert auf die französische Aussprache des Namens Goguel [go‘gɛl] – Oskar Goguel unterschrieb deshalb auch gern mit „Gogel“ – während sich für die Nachkommen der Linie Goguel, die schon 1737 Montbéliard verlassen hatte, um sich in Weigelsdorf (Niederschlesien) niederzulassen, die deutsche Aussprache [‘goguel] etabliert hat. Zu der schlesischen Linie gehören u. a. die Musikpädagogin Else Goguel (1924–2017) und der Chemiker Reiner Goguel (* 1935) sowie Hans Goguel (1900–1985) mit seinen beiden Kindern, dem Mathematiker Johann Heinrich Goguel (* 1945) und der Augenärztin Elisabeth Goguel-Durst (* 1948) sowie der Jurist Kurt Goguel (1902–1984). Von der Linie Goguel, die Frankreich nicht verlassen hat, sind der Theologieprofessor Maurice Goguel mit seinen drei Kindern, dem Geologen Jean Goguel, dem Politologen François Goguel und der Religionsgeschichtlerin Élisabeth Labrousse zu nennen sowie der Ingenieur Montézuma Goguel (1842–1903), der Lesseps beim Bau des Suezkanals assistiert hatte.

## Filmografie (Auswahl)
- 1958: Die Frau des Fotografen (Fernsehfilm) – als Vogelmensch[42]
- 1962: Zeit der Schuldlosen (zweiteiliger Fernsehfilm nach Siegfried Lenz) – als Wächter[43]
- 1962: Alle meine Tiere (Fernsehserie, Episode 1: "Der Graue") – als Bauer Hartwig[15][16]
- 1964: Akte Wiltau (Fernsehfilm)[44][45]
- 1965: Weg ins Dunkel – Das Leben von Stefan Zweig  (Fernsehkurzfilm)[46]
- 1967: Schlag nach im Grundgesetz! – Geschichten aus Adorf (Fernsehserie, Episode "Der Kopfsprung") – als Gastarbeiter Étienne Fontaine[47]
- 1967: Der falsche Prinz (Fernsehfilm nach Wilhelm Hauff) – als Zaleukos[48]
- 1969: Saids Schicksale (Fernsehfilm nach Wilhelm Hauff) – als Barbier[49]
- 1971: Recht oder Unrecht (Fernsehserie, Episode 5: "Der Fall Hetzel")[50]
- 1972: Aktenzeichen XY… ungelöst, am 15. Dezember 1972 in einer Spielszene (Einbruch in Schwangau – „St.-Coloman-Kirche“)[51]
- 1979: Aktenzeichen XY… ungelöst, am 12. Januar 1979 in einer Spielszene (Einbruch in Jagdschloss – Kunstraub im Jagdschloss Kranichstein)[52]
- 1982: Goethe im Examen (Fernsehfilm) – als einer von zwei beisitzenden Prüfern (rechts im Bild)[17][18]

## Hörspiele (Auswahl)
Die ARD-Hörspieldatenbank enthält für den Zeitraum von 1946 bis 1986 (Stand: 3. Oktober 2024) 353 Datensätze, bei denen Hans Goguel als Mitwirkender geführt wird, darunter 335-mal als Sprecher und 19-mal als Regisseur.

### Sprecher
- 1934: Heinrich Holz und Herbert J. Kaiser: Ja, ja, die Schwarzarbeiter – Garagenszene (Herr Schulze) (RRG Frankfurt am Main), Erstsendung: 4. Mai 1934[53]
- 1946: August Strindberg: Ostern (Påsk) (Lindquist) – Regie: Karl Peter Biltz (Hörspielbearbeitung – SWF), Erstsendung: 23. April 1946
- 1946: Hans Christian Branner: Regen in der Nacht – Regie: Heinrich Wiedemann (Original-Hörspiel – SWF), Erstsendung: 6. Mai 1946
- 1946: Arthur Schnitzler: Fräulein Else (Vater) – Regie: Karl Peter Biltz (SWF), Erstsendung: 3. September 1946
- 1947: B. Traven: Das Totenschiff (spanischer Polizist) – Regie: Karl Peter Biltz (SWF) – 1986 auf Kompaktkassette (Ernst-Klett-Verlag), Erstsendung: 18. März 1947
- 1947: Georg Büchner: Woyzeck (Andres) – Regie: Karl Peter Biltz (SWF) – Download Edition (SWR Mediaservices GmbH, 2013), Erstsendung: 16. September 1947
- 1947: Robert Louis Stevenson: Das Flaschenteufelchen (The Bottle Imp) (Der Flaschenverkäufer) – Regie: Julius Flach (SWF)
- 1948: Felix Timmermans: Dreikönigsspiel (Hirt Suskewiet) – Regie: Julius Flach (SWF)
- 1948: Thomas Mann: Fiorenza (Pierleoni) – Regie: Karl Peter Biltz (SWF)
- 1948: Bruno Wellenkamp: Die goldene Treppe (Cornelsen) – Regie: Karl Peter Biltz (SWF) – Download Edition (SWR Mediaservices GmbH, 2014).
- 1948: Bayard Veiller: Der Prozess Mary Dugan (Mr. Welcome) – Regie: Gerd Beermann (SWF)
- 1948: William Shakespeare: Sturm (The Tempest) (Gonzalo, ein alter Ratgeber) – Regie: Karl Peter Biltz (SWF) – Download Edition (SWR Mediaservices GmbH, 2014)
- 1951: Franz Werfel: Jacobowsky und der Oberst (Commissaire) – Regie: Walter Knaus (SR)
- 1952: Kurt Heynicke: Oktoberfrühling (der alte Zacharias) – Regie: Walter Knaus (SWF) – Download Edition (SWR Mediaservices GmbH, 2017), ISBN 978-3-95615-579-6.
- 1954: Walter Bauer: Blau und Rot im Regenbogen (Erzähler) – Regie: Albert Carl Weiland (SR)
- 1955: Hans-Dieter Bove: Der Dackel mit dem Schlapphut – Eine Kriminalgroteske (Sprecher) – Regie: Günther Bungert, Klaus Friedrich (SWF)
- 1957: Jean Anouilh: Das Rendezvous von Senlis (Rendezvous de Senlis) (Lohnkellner) – Regie: Walter Grüters (SR)
- 1958: Henrik Ibsen: Stützen der Gesellschaft (Samfundets Støtter) (Krap) – Regie: Ulrich Lauterbach (SR)
- 1958: William Makepeace Thackeray: Jahrmarkt des Lebens (Vanity Fair) (4. Folge: Wie gut man ohne Geld leben kann) (Kapitän Macmurdo) – Regie: Gert Westphal (SWF) – Download Edition (SWR Mediaservices GmbH, 2017), CD-Edition: Der Audio Verlag 2018 unter dem Titel Jahrmarkt der Eitelkeit. ISBN 978-3-7424-0408-4.[54]
- 1958: Siegfried Lenz: Das Haus der empfindsamen Herzen: Zur Genealogie und Ästhetik eines Illustrierten-Romans (Felix und Vorleser) – Regie: Wolfgang Schenck, Fritz Weißenbach (SR)
- 1958: Dieter Rohkohl: Giraffe frei Haus (De Witt) – Regie: Peter Arthur Stiller (SR)
- 1958: John Kafka: Der Mann im Turm (Kaiser) – Regie: Wolfgang Hoffmann-Harnisch (SR)
- 1959: Samuel Beckett: Aschenglut (Embers) (Klavierlehrer) – Regie: Donald McWhinnie (SDR/BR) – Preis des italienischen Rundfunks 1959
- 1959: Mihail Sebastian: In letzter Stunde (Ultima oră) (Direktor der Zeitung "Der Alarm") – Regie: Theodor Steiner (HR)
- 1959: Arthur Hailey: Flug in Gefahr (Flight into Danger) (Schalterbeamter) – Regie: Jörg Franz (SWF)
- 1959: Harriet Beecher-Stowe: Onkel Toms Hütte (Uncle Tom’s Cabin) (1. Teil) – Regie: Hans Bernd Müller (SWF)
- 1960: Siegfried Lenz: Zeit der Schuldlosen – Regie: Fritz Schröder-Jahn (Wächter) (SWF / NDR) (Gerhart-Hauptmann-Preis 1961)
- 1960: Arnold Zweig: Der Streit um den Sergeanten Grischa – Regie: Wolfgang Schenck (SR) – Download Edition (SWR Mediaservices GmbH, 2018), ISBN 978-3-95615-953-4.
- 1961: Heinrich von Kleist: Der zerbrochene Krug (Gerichtsrat Walter) – Regie: Karl Peter Biltz (SWF)
- 1961: Wolfgang Weyrauch: Totentanz (Lehrer) – Regie: Martin Walser (NDR/BR) – Hörspielpreis der Kriegsblinden 1962
- 1963: Georges Simenon: Der große Bob (Le Grand Bob) (Herr Métenier) – Regie: Peterpaul Schulz (SWF/WDR)
- 1965: Karl May: Der blaurote Methusalem (2. und 3. Teil) – Regie: Lothar Schluck (SWF) – 2014 auf CD: Pidax Film Media Ltd
- 1965: Karl May: Old Shatterhand rettet Firwood-Camp (Tokvi Kava, Häuptling der Komantschen) – Bearbeitung: Kurt Vethake; Regie: Benno Schurr (Label: Ariola, LP 41732 BW)[55]
- 1966: Karl May: In den Schluchten des Balkan (Barud el Amasat) – Bearbeitung: Kurt Vethake; Regie: Benno Schurr (Label: Fass, LP 6415 027)
- 1966: Adam Oehlenschläger: Aladdin und die Wunderlampe (Händler) – Regie: Ulrich Lauterbach (HR)
- 1967: Francis Durbridge: La Boutique (4. Teil) (Felston) – Regie: Dieter Munck (SWF/HR) – 2008 auf CD: Der Audio Verlag
- 1967: Isaak E. Babel: Maria (Suschkin) – Regie: Ludwig Cremer (HR)
- 1968: Friedrich Gerstäcker: Die Flußpiraten des Mississippi (2.-5. Teil) – Regie: Heiner Schmidt (SWF) – 2024 auf CD:  Pidax Film Media Ltd
- 1970: Walter Gerteis: Le Terreurs Ende – Regie: Klaus Groth (SR)
- 1970: Jochen Ziem: Geld (Löschner) – Regie: Hermann Naber (SWF/HR)
- 1972: Miklós Gyárfas: Die kleinste Liebe der Welt (A világ legkisebb szerelme) (Professor) – Regie: Raoul Wolfgang Schnell (SR)
- 1972: Klaus Richter: Das große Experiment – Regie: Werner Klippert (SR)
- 1974: Gert Hofmann: Einladung zum Besuch unseres Münsters (ein Professor) – Regie: Raoul Wolfgang Schnell (SDR/NDR/RIAS Berlin)
- 1975: Anna Dünnebier: Alles in Butter (Greiberg) – Regie: Hein Bruehl (SR)
- 1975: Wolf Middendorff, Dorothea Middendorff: Der Fall Chillingworth (Richter Chillingworth) – Regie: Otto Düben (BR/RAI)
- 1975: Martin Walser: Lindauer Pietà (Miesbach) – Regie: Günther Sauer (WDR)
- 1975: Walter Adler: Centropolis (B) – Regie: Walter Adler (WDR/BR/SWF) – Hörspielpreis der Kriegsblinden 1976 – als Kompaktkassette (Ernst-Klett-Verlag, Cotta’s Hörbühne, 1987)
- 1976: Ilja Warschawskij: Die Hysteresis-Schleife (Петля гистерезиса) – Regie: Andreas Weber-Schäfer (SDR) – 2014 auf CD: Pidax Film Media Ltd
- 1976: Karl May: Halbblut (Tokvi Kava, Häuptling der Komantschen) – Bearbeitung: Kurt Vethake; Regie: Benno Schurr (Label: Ariola, LP-47 364 NW)[56]
- 1977: James Fenimore Cooper: Der rote Korsar - Der Kampf für die Fahne der Freiheit (Download Edition, All Ears GmbH, 1921)[57]
- 1977: Robert Louis Stevenson: Dr. Jekyll und Mr. Hyde (Strange Case of Dr Jekyll and Mr Hyde) (Poole) – Regie: Thomas Köhler (SWF)
- 1978: Alexandre Dumas: Der Graf von Monte Christo (Le comte de Monte-Cristo) (Abbé Faria) – (Download Edition, All Ears GmbH, 2020)[58]
- 1978: Hans Paulisch: Sir Francis Drake – Der Pirat der Königin – Regie: Peter Folken (Label: Auditon – LP 6.23388 AD)[59]
- 1978: Sebastian Goy: Wie ein Grazer entsteht (Pfarrer) – Regie: Heinz Hostnig (SWF)
- 1978: Maj Sjöwall, Per Wahlöö: Endstation für Neun (Den skrattande polisen) (2. Teil: Teresa Camarao) (Birgersson) – Regie: Peter Michel Ladiges (SWF/WDR) – 2015 auf CD: Audiobuch Verlag, ISBN 978-3-86231-590-1. 1979: Robert Louis Stevenson: Der schwarze Club (1. Teil: Das Geheimnis der schwarzen Asse, 2. Teil: Der Trick mit dem Koffer) – Regie: Thomas Köhler (SWF) – 2020 auf CD: Pidax Film Media. 1980: Mark Twain: Inspektor Blunt und die Geisel von Siam (The Stolen White Elephant) – Regie: Thomas Köhler (SWF) – Download Edition (SWR Mediaservices GmbH, 2015), ISBN 978-3-95615-413-3.
- 1980: Molière: Tartuffe (ein Kommissar) – Regie: Thomas Köhler (SWF) – 2021 auf CD: Der Hörverlag
- 1980: Homer: Die Irrfahrten und Abenteuer des Odysseus (4. Teil: Die Heimkehr des Odysseus) (Schweinehirt Eumaios) – Regie: Thomas Köhler (SWF) – 2007/2019 auf CD: Der Audio Verlag
- 1981: Enid Blyton: Die Stadtparkkinder auf der Spur neuer Geheimnisse (Tammylan) – Regie: Peter Folken (Label: Maritim LP 295 004-210)
- 1981: Åke Hodell: Der Geisterseher in den Katakomben (Andeskådaren i katakomberna) (ein Ober) – Regie: Bernd Lau (SWF)
- 1982: Vergil: Die Aeneis (4. Teil: Die neue Heimat) – Regie: Thomas Köhler (SWF) – 2008/2020 auf CD: Der Audio Verlag, ISBN 978-3-7424-1387-1.
- 1983: Felix Huby: Geh nie mit leeren Händen – Regie: Bernd Lau (SWF/HR) – 2014 auf CD: Audiobuch Verlag
- 1983: Hans-Georg Thiemt, Hans Dieter Schreeb: Ich gehe zum Hannes (3. und 8. Teil) – Regie: Lothar Schluck (SWF) – 2014 auf CD: Pidax Film Media.
- 1984: Arthur Conan Doyle: Ein Fall für Sherlock Holmes ... – 2. Folge: Die Brook-Street-Affäre (A Study in Scarlet) (2. Patient), 5. Folge: Shoscombe Old Place (Barnes) – Regie: Thomas Köhler (SWF)
- 1985–86: Karl May: Schloß Wildauen (2. Seebär in 9 Folgen) – Regie: Klaus Langer (SWF) – 2014 auf CD: Pidax Film Media.

### Regie
- 1946: Franz von Schönthan, Paul von Schönthan: Der Raub der Sabinerinnen (SWF)
- 1951: Franz Grillparzer: Weh dem, der lügt (Hörspiel – SDR)
- 1952: Kurt Scheid: Schützenstraße 131 (eine badische Hörspielreihe, 3 Folgen) (SR)
- 1952: Hans Leopold Zollner: Skandal um Anselm Feuerbach (Hörspiel – SDR)
- 1954: Thomas Wolfe: Damals im Park – Bearbeitung: Ludwig Klein und Fritz Heinrich Ryssel (Hörspiel – SDR)
- 1955: Hans Jakob Christoffel von Grimmelshausen: Olivier im Schwarzwald (nach: Der abenteuerliche Simplicissimus Teutsch) (Hörspiel – SDR)
- 1955: Gau Dsö Tschöng, Wilhelm Michael Treichlinger: Das Lied der Laute (Hörspiel – SDR)
- 1956: Wolfgang Weyrauch: Die japanischen Fischer (Originalhörspiel – Rundfunk der DDR)[60][61]
- 1961: Mark Burnes: Miss Ormsby geht um (auch: Sprecher) (SR)

## Sprecher von Hörbüchern
- 1964: Katharina Steiner: Zwang und Obhut in der Familie (gelesen von Henni Schneider-Wenzel, Friedrich von Bülow, Hans Goguel, Ursula Langrock, Kurt Ebbinghaus, Helmut Wöstmann, Gert Keller, Heiner Schmidt) (SWR Mediaservices GmbH, ungekürzt, 2017), ISBN 978-3-95615-613-7.[62][63]
- 1976: Theodor Storm: Carsten Curator (gelesen von Hans Goguel) – Regie: Friedrich Otto Scholz (SR2 online Edition, ungekürzt, 2017), ISBN 978-3-95615-951-0.[64][65]